# Groene dwergspanner
De groene dwergspanner (Pasiphila rectangulata, synoniemen: Rhinoprora rectangulata en Chloroclystis rectangulata) is een nachtvlinder uit de familie van de spanners. Met een spanwijdte van 15 tot 20 millimeter is de vlinder een van de kleinere soorten uit deze familie.
De rupsen voeden zich met de bloesem van fruitbomen zoals appel en peer. De vliegtijd loopt van mei tot en met augustus.
Door intensief gebruik van pesticide op fruitbomen is de soort achteruitgegaan.